# De scheve Schot
De scheve Schot is een stripverhaal uit de reeks van Suske en Wiske. Het is geschreven door Peter Van Gucht en getekend door Luc Morjaeu. Het kwam uit als 355ste album in de Vierkleurenreeks op 1 december 2020.

## Personages
- Suske, Wiske, tante Sidonia, Lambik (MacLam), Old MacDonald, Kirstie MacBig, Colin MacBig (bioloog), Keira MacBig, Herr Krab, MacNuggets, MacCheese, MacChicken, MacFlurry, MacGarmin

## Locaties
- Huis van Sidonia, Schotland, Moron, His Majesty's Royal Suite, Macbig Castle, Whiskyhuis Glen Ackefouie, MacBig Aquamagic hotel

## Verhaal
Lambik ontdekt voor 0,00000000005 % van Schotse afkomst te zijn door een DNA-test en mag meedoen aan een wedstrijd in Moron, de winnaar krijgt een kasteel. De hoteleigenaar is hoofd van de jury. Terwijl Lambik zich klaarmaakt, lopen Suske en Wiske door het dorp. Ze worden door een oude man gewaarschuwd weg te gaan, want het meer zal wraak nemen. Het is de opa van Kirstie MacBig, die een onderwaterhotel laat bouwen. Ze wil toeristen lokken om naar de kelpie te komen kijken. Lambik neemt het op tegen Herr Krab in een whiskey-drink-wedstrijd. Doordat Herr Krab er ijs in wil, wint Lambik. Keira vertelt aan Suske en Wiske dat haar opa Colin bioloog is en een observatietoren bouwde bij het meer om het monster in de gaten te houden. Het gebouw stortte in en zijn dochter Bonney verdronk. Suske en Wiske maken een filmpje van het monster in het meer en laten dit zien. Daarna geeft tante Sidonia hen huisarrest. Later zien de kinderen dat er voeten bij een bosje waren te zien op het filmpje: ze werden in de gaten gehouden.
Wiske gaat stiekem toch het hotel uit terwijl Lambik aan de tweede ronde van de wedstrijd begint. Herr Krab en MacLam moeten op een doedelzak spelen. Er is in deze ronde geen winnaar. Wiske ziet hoe MacGarmin een bus vol toeristen bij het meer afzet. Ze gaat mee met de rondleiding en de groep toeristen ziet het monster ook. Wiske blijft achter en ontdekt voetstappen vanaf het bosje, ze volgt deze en vindt een verstopt luik en komt in een lange gang terecht. Ze vindt een kamer waarin de robot-kelpie bestuurd kan worden. Colin wil het vernietigen, maar Kirstie houdt haar vader tegen. Ze bekent aan Wiske dat zij dit heeft gebouwd. Herr Krab wint de ronde waarin haggis gegeten moet worden en de stand is nu gelijk. Daarna beginnen de Highland Games en Herr Krab wint ook deze ronde. Inmiddels wordt Wiske gevangen gezet in het onderwaterhotel, maar Keira ziet dat haar moeder Wiske hier opsluit. Kirstie vertelt Wiske dat haar familie de voornaamste clan in de wijde omtrek was, maar dat de familie verarmde.
Colin was de laatste van de clan en toen zijn dochter verdronk, vertrok zijn vrouw Tibby met haar zoon Brodie naar Amerika. Brodie is de vader van Kirstie en zij groeide op in New York. Ze heeft veel gevoel voor zaken en besloot naar Moron te gaan met haar dochter toen ze hoorde over het familiekasteel. Ze wil van Moron een vakantieparadijs maken en Wiske is nu dus een gevaar, aangezien ze weet dat de kelpie niet echt is. Kirstie sluit Wiske op in het onderwaterhotel, maar Keira vindt dit vreselijk. Ze durft Wiske echter niet te bevrijden. MacLam wint de ronde met de Highland Dance. Colin vertelt Suske dat Wiske in het meer is en hij gaat op zoek. Zijn kano wordt door de kelpie stuk gemaakt en hij zinkt in het meer, want het water is erg koud. Lambik strijdt in de ronde van de Schottish Joke. Kirstie biedt Wiske aan om in Zuid-Amerika te gaan wonen, maar Wiske vindt dit belachelijk. Inmiddels komt Suske bij aan de rand van het meer, Colin vertelt dat het meer hem heeft gered.
Tante Sidonia vindt Suske bij het meer en hij gaat weer op zoek naar Wiske, terwijl tante Sidonia met MacGarmin wil praten. Suske ziet hoe Colin door twee verpleegkundigen wordt meegenomen, Kirstie wil hem laten opnemen in een tehuis. Keira laat Wiske vrij, maar wordt dan door haar moeder opgesloten. Wiske wordt weer gevangen genomen en Suske vindt haar. Hij waarschuwt dat de bodem onder het onderwaterhotel instabiel is, maar Kirstie vindt dit onzin. Suske heeft echter met de journalist gesproken die onderzoek deed naar de verdrinking van Bonney. Dan verzakt de bodem inderdaad en Keira is in gevaar. Suske probeert het meisje te bevrijden, maar de hotelkamer breekt af. Met de robot-kelpie probeert Kristie de koepel te breken, maar dit mislukt. Dan wordt het glas door een staart kapot geslagen en Suske en Keira zwemmen naar de oppervlakte. Lambik haalt de kinderen uit het ijskoude water en wint daarmee de wedstrijd, want Herr Krab blijkt bang voor water te zijn. Colin ontsnapt en gaat met zijn doedelzak naar het meer, hij vergeeft de kelpie die verzakkingen veroorzaakt voor de dood van zijn dochter. Lambik bewondert zijn kasteel, het blijkt een ruïne te zijn.

## Achtergrond
- MacNuggets, MacCheese, MacChicken, MacFlurry en MacGarmin zijn McDonald's gerechten.